# 和谐号CRH380A型电力动车组
和谐号CRH380A型电力动车组，或称CRH2-380型，是中华人民共和国铁道部为营运新建的高速城际铁路及客运专线，由中车青岛四方机车车辆股份有限公司在以原型为日本新干线E2系1000番台的CRH2型电力动车组基础上研发的CRH系列高速动车组，最高营运速度350公里/小时。中国铁路总公司将所有引进国外技术、联合设计生产的中国铁路高速（CRH）车辆均命名为和谐号（CRH6系列與交付香港鐵路有限公司的CRH380A除外）。CRH380A系列为动力分散式、交流传动的电力动车组，采用了鋁合金空心型材车体。

## 概要

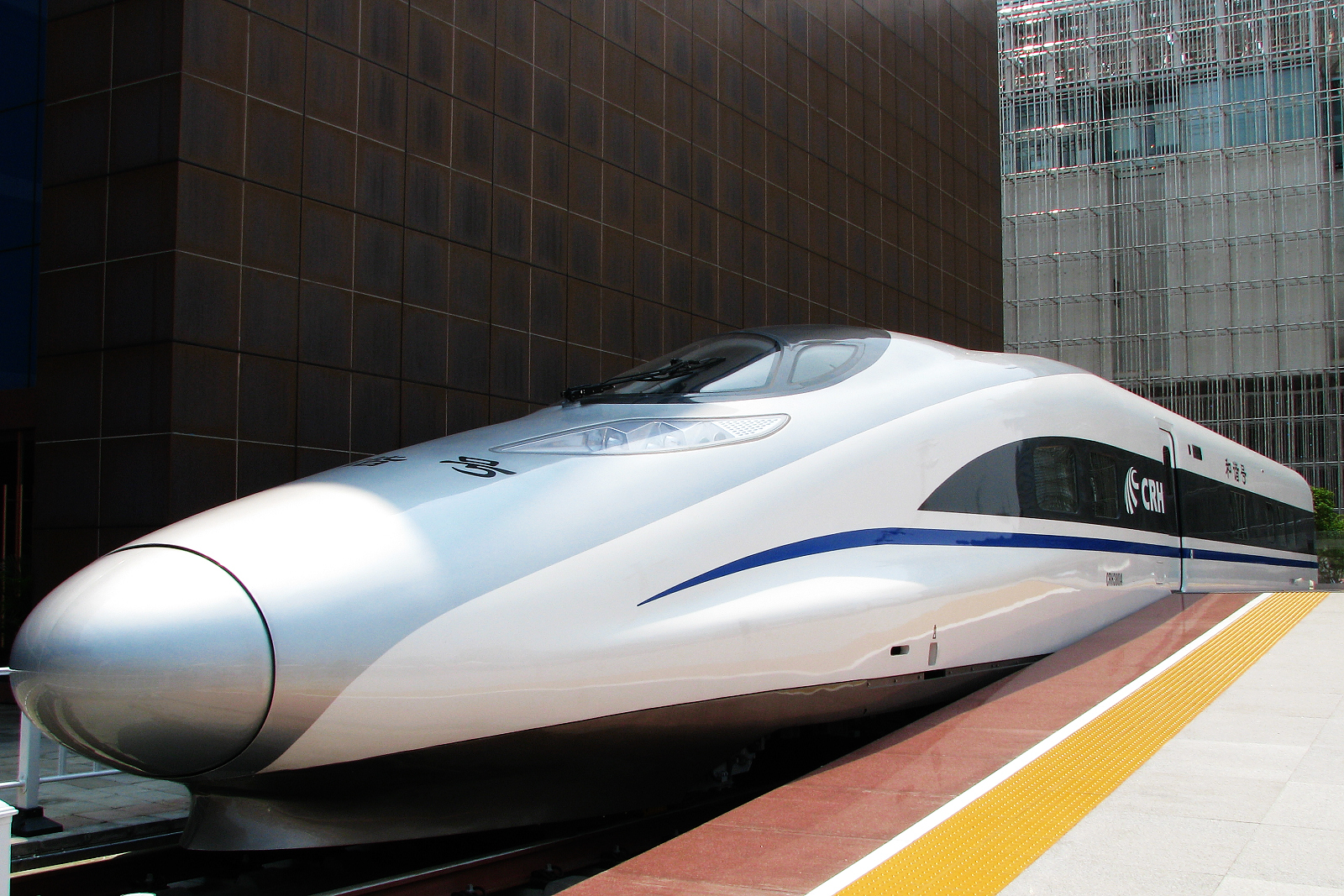
在上海世界博覽會中国铁路馆展出的CRH380A头车

2009年6月，中华人民共和国铁道部向国内动车组制造企业招标采购共320列时速350公里的高速动车组，南车青岛四方机车车辆股份有限公司为中标厂商之年9月28日，铁道部武汉铁路局与四方机车车辆在北京签署了140列时速350公里速度级动车组采购合同，包括100列16节长编组，及40列8节短编组的高速动车组订单，合同总金额约值450亿元人民币。
南车四方机车车辆的时速350公里级别高速动车组研制项目名称为CRH2-380（或称CRH2-350），是在CRH2C第二阶段的基础上进行研发。持续运营时速为350公里，最高运营时速为380公里，最高试验时速400公里以上。由于CRH2C型动车组只是在时速250公里的CRH2-250型动车组（CRH2A）基础上加大牵引功率，仅仅满足目前最高运营时速350公里的要求，难以满足京沪高速铁路上时速380公里的营运要求，因此CRH2-380需要在CRH2C的基础上全面提升列车整体性能，对动车组的牵引系统、空气动力外形作出了较大的改变。
中华人民共和国科技部与原铁道部于2008年2月26日共同签署了《中国高速列车自主创新联合行动计划》，而CRH2-380型高速动车组正是该联合行动计划最重要的项目，2009年正式立项启动了列入“十一五”国家科技支撑计划的中国高速列车关键技术及装备研制重大项目。在分析京津城际铁路等高速铁路积累的大量数据和经验的基础上，铁道部提出了新一代动车组的性能提升方向、技术方案，并对方案进行了大量的分析计算，形成了一整套的列车系统设计方案和各子系统优化设计方案。
为了预先获得CRH2-380型动车组新头型的空气动力效能和实车试验数据，铁道部于2009年决定将CRH2-150C作为CRH2-380的试验实体样车，改为使用下一代的新头型。车身仅标示为“试验车 CRH380A”的新头型CRH2C第二阶段动车组于2010年4月底下线，并在5月起开始在郑西客运专线试验。2010年5月，南车四方机车车辆又定制了一节CRH2-380A头车的1：1实体模型，在上海世博会中国铁路馆展出，并亮相到世博会闭幕为止。这辆模型后来于2010年12月参展于北京举行的第七届世界高速铁路大会，陈列于国家会议中心外，并在高铁大会结束后被送返南车四方位于青岛的厂房临时封存2个月，之后的“十一五”国家重大科技成就展在北京举行，模型重新涂装后，再一次送到国家会议中心外。
2010年9月，铁道部下发《关于新一代高速动车组型号、车号及坐席号的通知》，正式将四方机车车辆的CRH2-380型动车组型号名称更改，其中8辆编组的动车组被命名为CRH380A，而16辆编组的动车组被命名为CRH380AL。
由2014年7月1日起，所有CRH380动车组編號均作出了更改，原編號為（CRH380A-6001～CRH380A-6040、CRH380A-6041L～CRH380A-6140L、CRH380A-6141～CRH380A-6196），現改為（CRH380A-2501～CRH380A-2540、CRH380AL-2541～CRH380AL-2640、CRH380A-2641～CRH380A-2696），該編號之後的生產动车组均依照新規定之格式定編號。

## 车型

### CRH380A
CRH2-380A列车总数为40列（CRH380A-2501～CRH380A-2540），采用6动2拖的编组方式，牵引功率为9600千瓦，使用DSA350型高速受电弓，以及在受电弓的两侧为挡板。列车设有带一等包厢座位的一等座车（ZY）2辆、二等座车（ZE）3辆、带观光座的二等座车（ZEG）2辆和带酒吧的二等座车（ZEC）1辆。其中一等座采用2+2方式布置，二等座为2+3布置。除了带酒吧的二等座车、一等包厢座位外，其他车厢所有座位均能旋转。列车设有观光座定员12人，一等包座定员6人，一等座定员89人，二等座定员373人，全列定员480人。
2010年9月，CRH380A-2501～CRH380A-2510相继开始配属上海铁路局，及进入沪宁高速铁路和沪杭高速铁路进行高速试验。2010年9月28日，CRH380A在沪杭客运专线进行高速试验，并先后两次刷新“中国铁路第一速”，并刷新了世界上“正常营运编组列车最高试验速度”（特殊改造列车的最高试验速度为法国高速列车V150的574.8公里/小時）。当日上午10时40分，由上海虹桥开往杭州方向的CRH380A-2501列车（车次G55001）的试运行时速达到413.7公里/小时。不到一小时后的11时37分，由杭州折返到上海虹桥试运行（车次G55002）途中，最高时速达到416.6公里/小时。
为应付十一黄金周期间来往南京和上海的往返客流，上海铁路局在2010年9月30日、10月1日、10月7日三天，安排CRH380A首次载客运营，在沪宁高速铁路担当临时高速动车组旅客列车任务，为此车型第一次载客运营。2010年10月26日起，CRH380A正式在沪杭客运专线投入服务。2010年12月3日起，CRH380A开始在武广客运专线投入运营。2011年3月8日起，由于2011博鳌亚洲论坛的举行，2组CRH380A开始在海南东环铁路运行，但相关车体已于2016年转配北京铁路局。
2011年3月1日，CRH400A（CIT400A）高速综合检测车輛由南车青岛四方研制成功，于3日起奔赴京沪高铁对线路状态进行一系列检测，以确保京沪高速铁路的安全可靠运营。该检测车輛的设计时速为400公里，以南车四方CRH380A新一代高速列车技术平台为基础，历时8个月研制成功。

#### CRH380A-02系

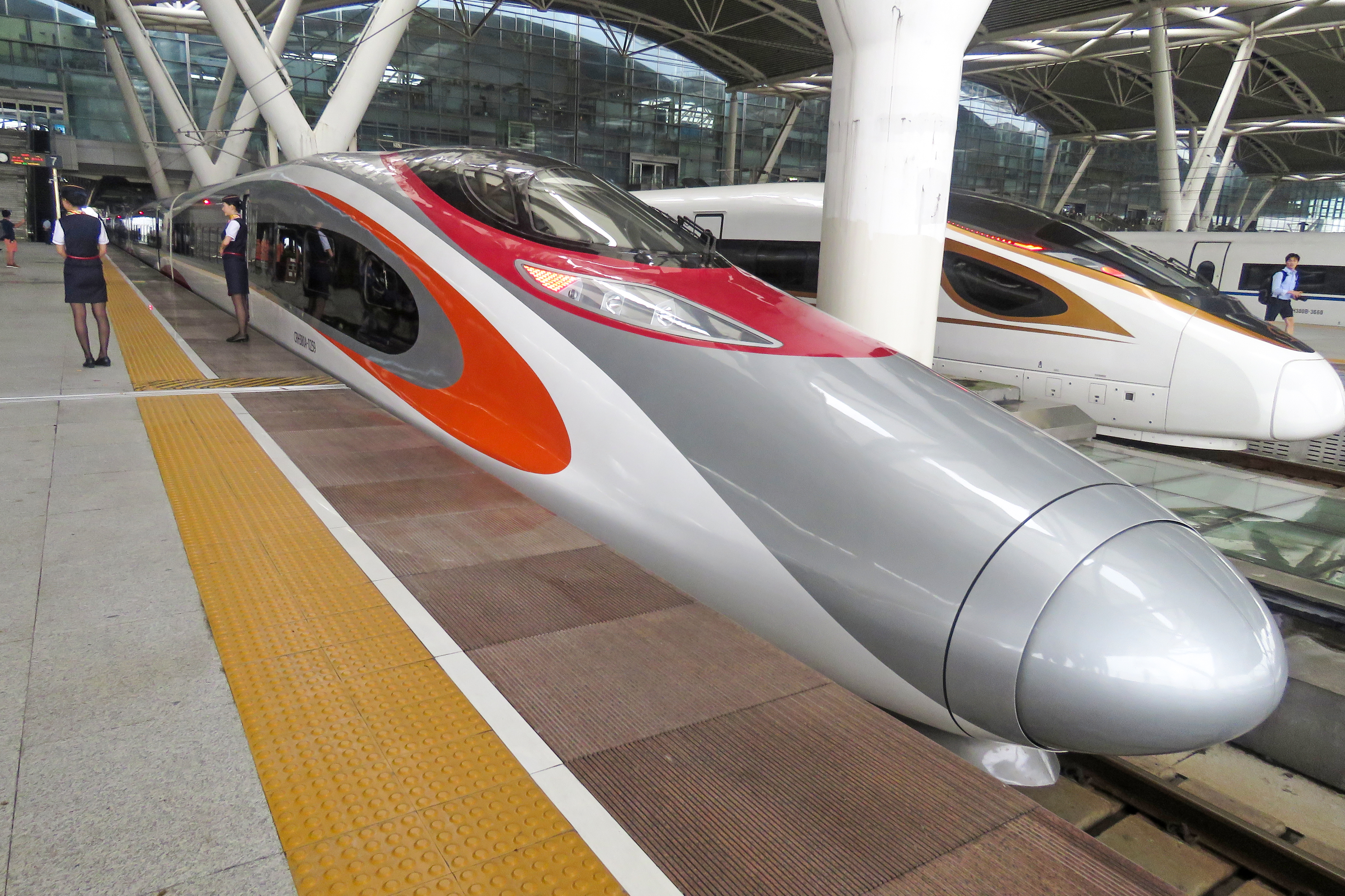
CRH380A-0259（港鐵動感號高速電車組）停靠在广州南站

2012年4月16日，中國南車集團正式與港鐵簽約落實為廣深港高速鐵路購置9列以南车四方CRH380A新一代高速列车技术平台为基础的電力動車組，是為港鐵動感號高速動車組，每列8節編組，首列列車已於2016年9月23日交付，2018年9月23日广深港高速铁路香港段开通后，正式于广州南站——香港西九龙站区间載客運行。

### 統型CRH380A
2013年新购置动车组中，根据中国铁路总公司的要求采用根据目前运营经验和乘客乘坐需求，在各型动车组技术平台上，对列车的车型、定员、旅客服务设施、司机操作设施、列车的主要性能进行统一而设计出来的动车组的设计而衍生出统型CRH380A，總数为140列。统型CRH380A设有带商务座的一等座车（ZYS）1辆、带商务座的二等座车（ZES）1辆、二等座车（ZE）5辆和带酒吧的二等座车（ZEC）1辆，其中一等座采用2+2方式布置，二等座为2+3布置，商务座为1+2布置。列车商务座定员10人，一等座定员28人，二等座定员518人，全列定员556人。

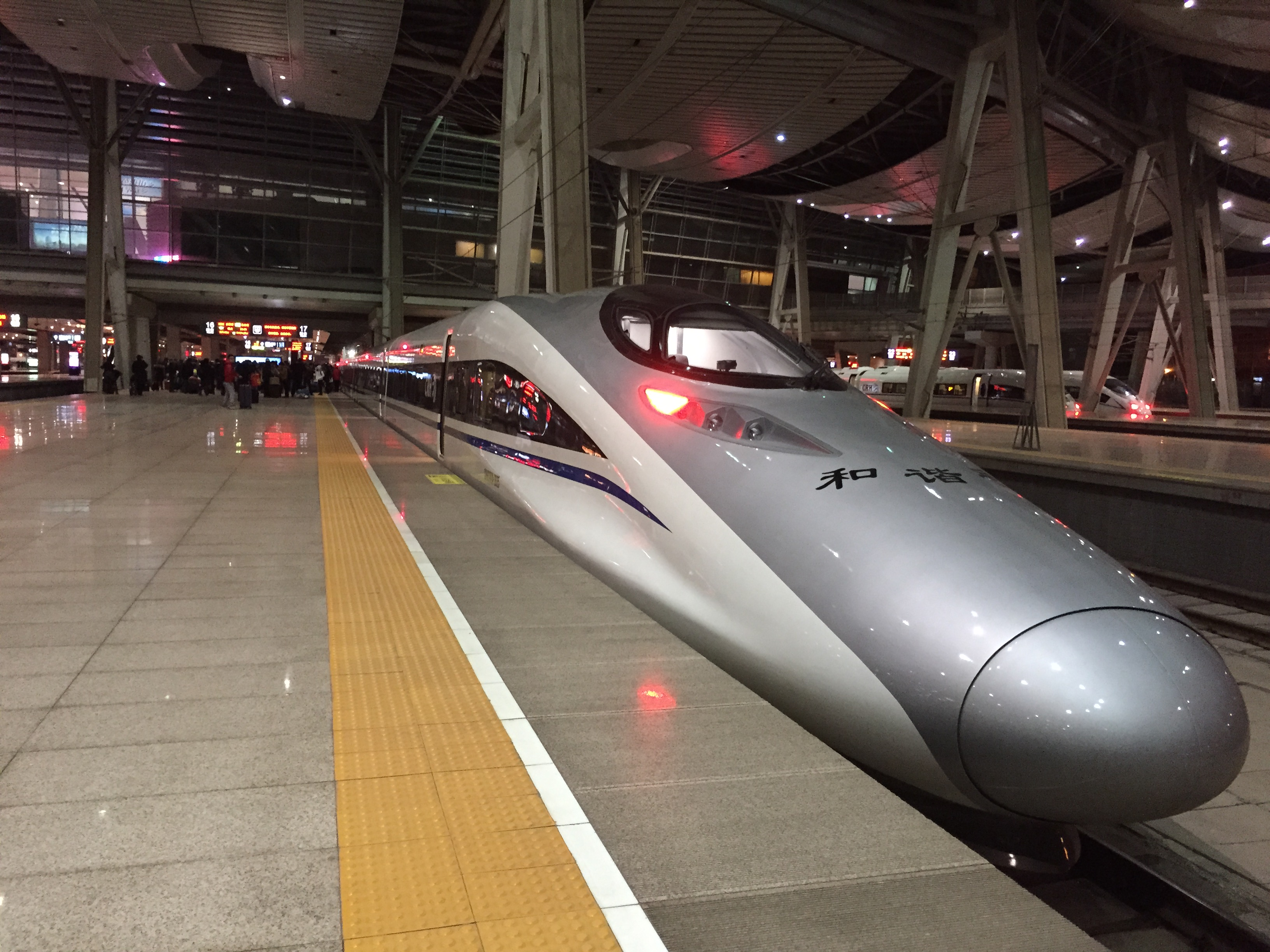
南昌局担当的统型CRH380A列车抵达北京南站17站台
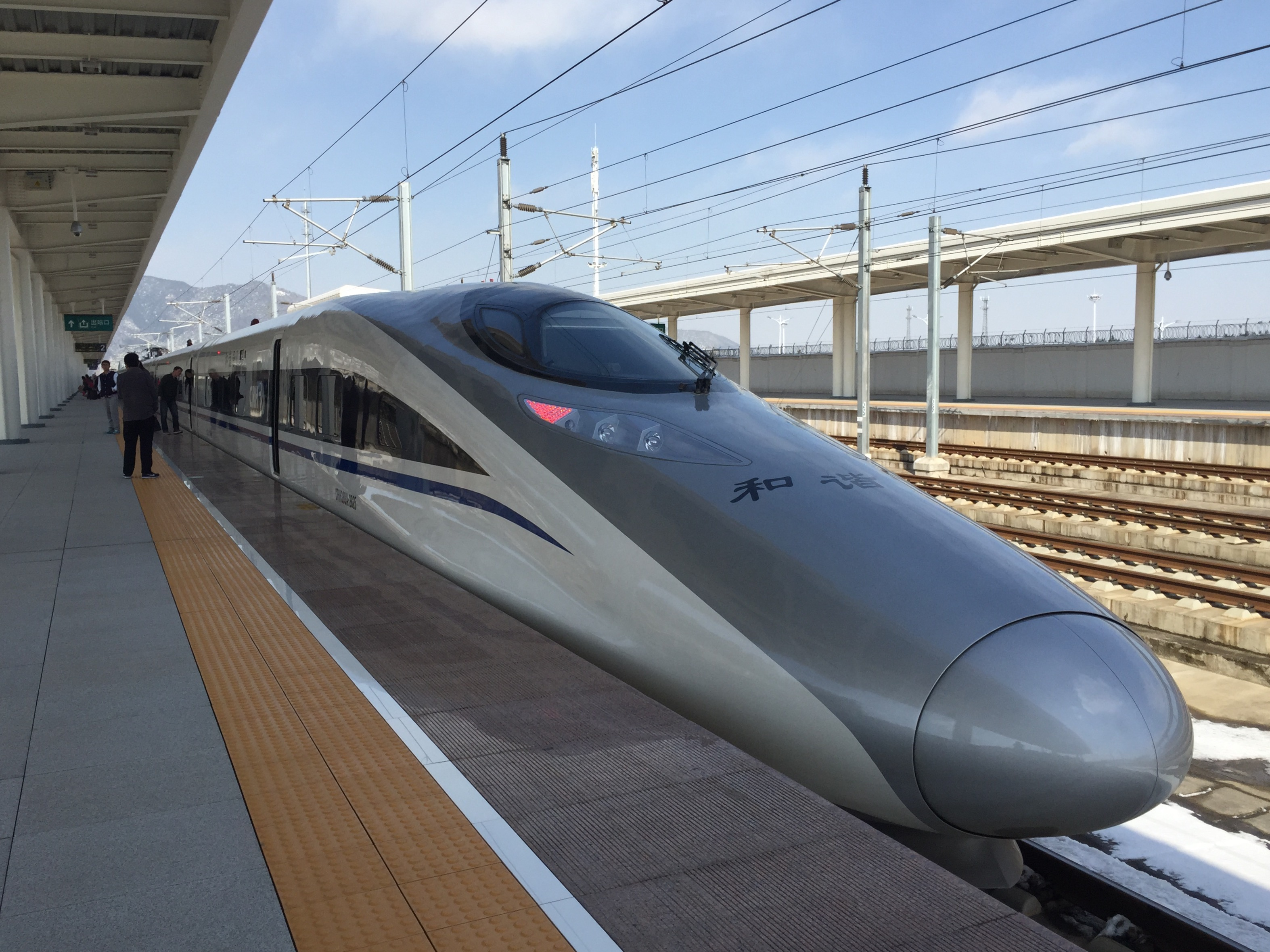
统型CRH380A重联担当的G28次列车（福州-北京南）在合福高鐵泾县站停靠
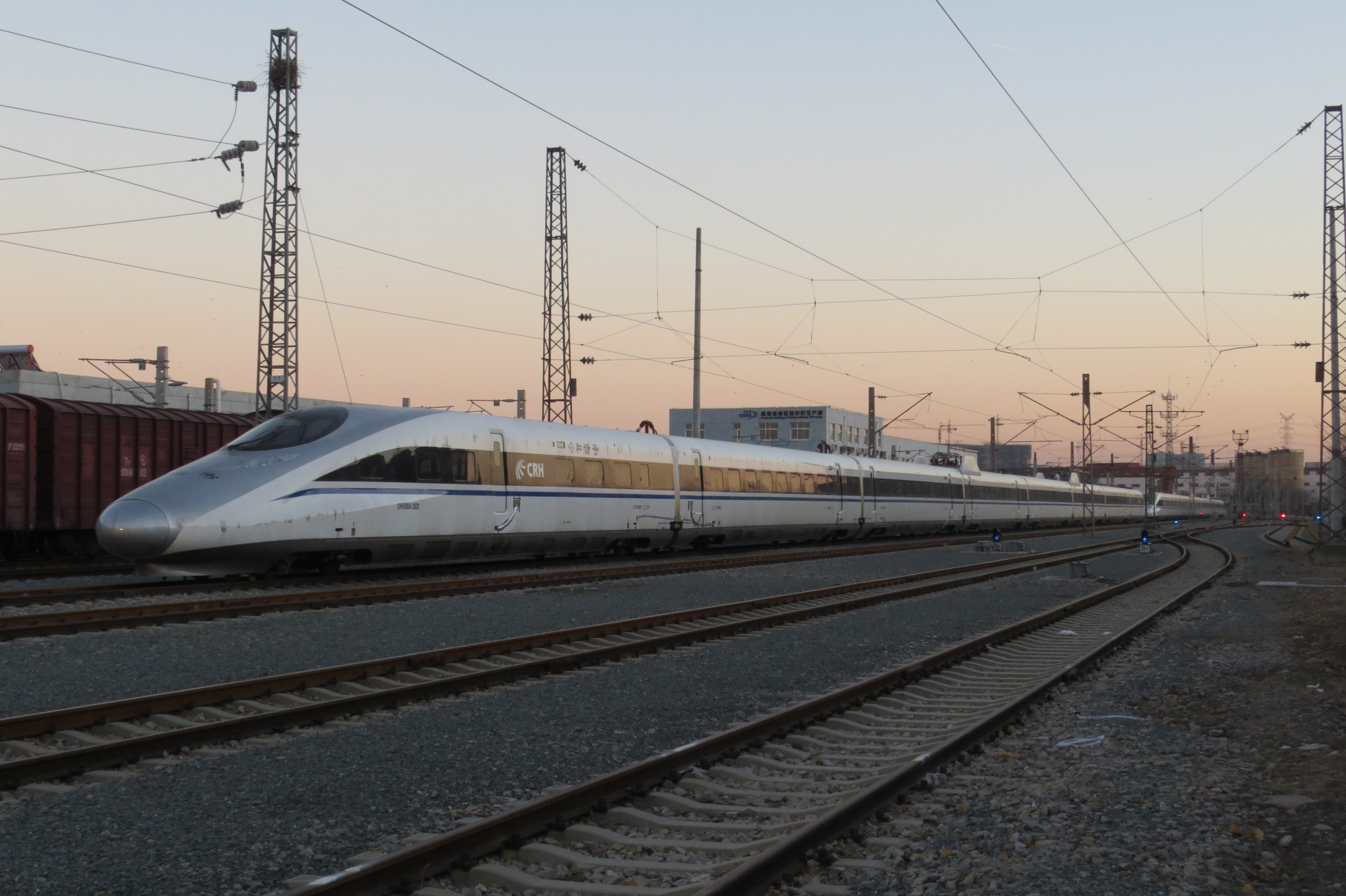
使用永磁交流电动机的CRH380AN-0206号车在中国国家铁道试验中心（东郊分院）

### CRH380AL
CRH380AL列车总数为113列（CRH380AL-2541～CRH380AL-2640、CRH380AL-2913～CRH380AL-2920、CRH380AL-2926～CRH380AL-2930），采用了14动2拖的编组方式，牵引功率为20440千瓦，7个动力单元，56台牵引电动机，使用DSA350型高速受电弓，以及在受电弓的两侧为挡板。列车设有带VIP座席的商务车（SW）1辆、一等座车（ZY）2辆、二等座车（ZE）10辆、带观光座的一等座车（ZYG）2辆和餐车（CA）1辆。其中一等座采用2+2方式布置，二等座为2+3布置，商务车和观光座为1+2布置。除了带酒吧的二等座车外，其他车厢所有座位均能旋转。前期列车商务座定员28人、一等座定员162人，二等座定员838人，全列定员1028人。后期列车商务座定员26人、一等座定员112人，二等座定员923人，全列定员1061人。
2010年10月底，CRH380A-6041L在南车青岛四方股份的青岛厂房下线；同年11月8日，被运送至北京环行铁道进行安装试验设备及初步试验，随后在11月20日前往京沪高速铁路先导试验段（枣庄至蚌埠）开始进行正式线路联调联试和综合试验，并在26日首次进行时速380公里的高速试验。2010年12月3日，CRH380A-6041L动车组在京沪高铁进行冲高速试验，由铁道部长刘志军、铁道部总工程师何华武、副总工程师张曙光添乘。当日上午11时6分，列车从枣庄站出发。11时28分，列车在宿州东站附近达到486.1公里/小时的最高运行时速；11時39分到达蚌埠南站，列车以34分钟运行了220公里，全程平均时速达388公里/小时。这是继9月28日CRH380A型动车组在沪杭客运专线试运行创下时速416.6公里之后，中国高铁再次刷新“正常营运编组列车最高试验速度”；日本国土交通省亦表示，CRH380A型动车组已经成功超越了日本在1996年由300X动车组创下的443公里/小时速度纪录。而在列车开始高速试验前，当日上午10时35分在徐州东站举行了“和谐号CRH380A新一代高速列车上线仪式”。

## 技术特性
- 低阻力流线头型：南车四方机车车辆股份共设计了20种列车新头型方案，经过进行了气动阻力、气动升力、侧向力、隧道效应等大量的空气动力学的仿真计算，并通过三维流场数值仿真分析和多目标优化，进行了17项、75次仿真计算，确定了5种备选头型。继而又对备选方案制作1：8模型，分别进行了19个角度、8种风速的风洞气动力学实验和3种风速、4种编组的风洞噪声试验，对择优选出的方案进行了样车试制，完成了22项试验验证[26]，经大量的比对、计算、试验之后，最终确定了新一代高速列车的头型方案[27]。实际运行时新头型的阻力系数小于0.13，尾车升力系数小于0.08[28]。
- 振动模态系统匹配：优化了转向架设计参数并改善车厢内部结构，以配合动车组车体的自然震动频率，有效抑制列车在高速运行时的车体结构性共振，同时提高了乘坐舒适度。
- 高强度气密性：由于列车运行时速提高到380公里/小时，为满足两列动车同时双向通过隧道的气密需要，CRH380A型动车组进一步提升了气密性，车厢采用差压控制模式的全密封加压。车厢内压力從4000帕下降到1000帕实际大于180秒，气压变化值小于200帕/秒[28]。
- 高速转向架：CRH380A型动车组使用SWMB-400/SWTB-400型无摇枕转向架，由CRH2C第二阶段使用的SWMB-350/SWTB-350改良而来。两者相比，新的转向架增加了抗侧滚扭杆，带两组抗蛇行减震器，加强了二系悬挂空气弹簧柔度，提高了转向架的稳定性和减震效果，满足转向架临界失稳速度达550公里/小时的指标要求[11]。中国与欧盟的列车脱轨系数安全标准是小于或等于0.8，实验结果表示，当CRH380A型动车组运行速度为386.3公里/小时，其最大脱轨系数为0.34，而CRH2A型动车组以250公里/小时运行时最大脱轨系数为0.72[28]。
- 噪声控制技术：列车采用各种新型噪音吸收和阻隔技术材料，CRH380A型动车组在时速350公里/小时的情况下车厢内噪声保持67至69分贝，与CRH2A型动车组以250公里/小时运行时的情况相若。而低阻力新头型的使用亦减少超过5%的气动噪音[28]。
- 车辆减重：由于列车牵引动力、结构质量、减噪水平的提高，车辆重量相应增加，但轴重仍维持在15吨的水平。当CRH380A动车组维持380公里/小时的旅行速度时，平均每位旅客的每百公里能量消耗小于5.2千瓦小时[28]。
- 高效率再生制动：再生能量回馈电网效率达到90%[28]。
- 人性化旅客界面

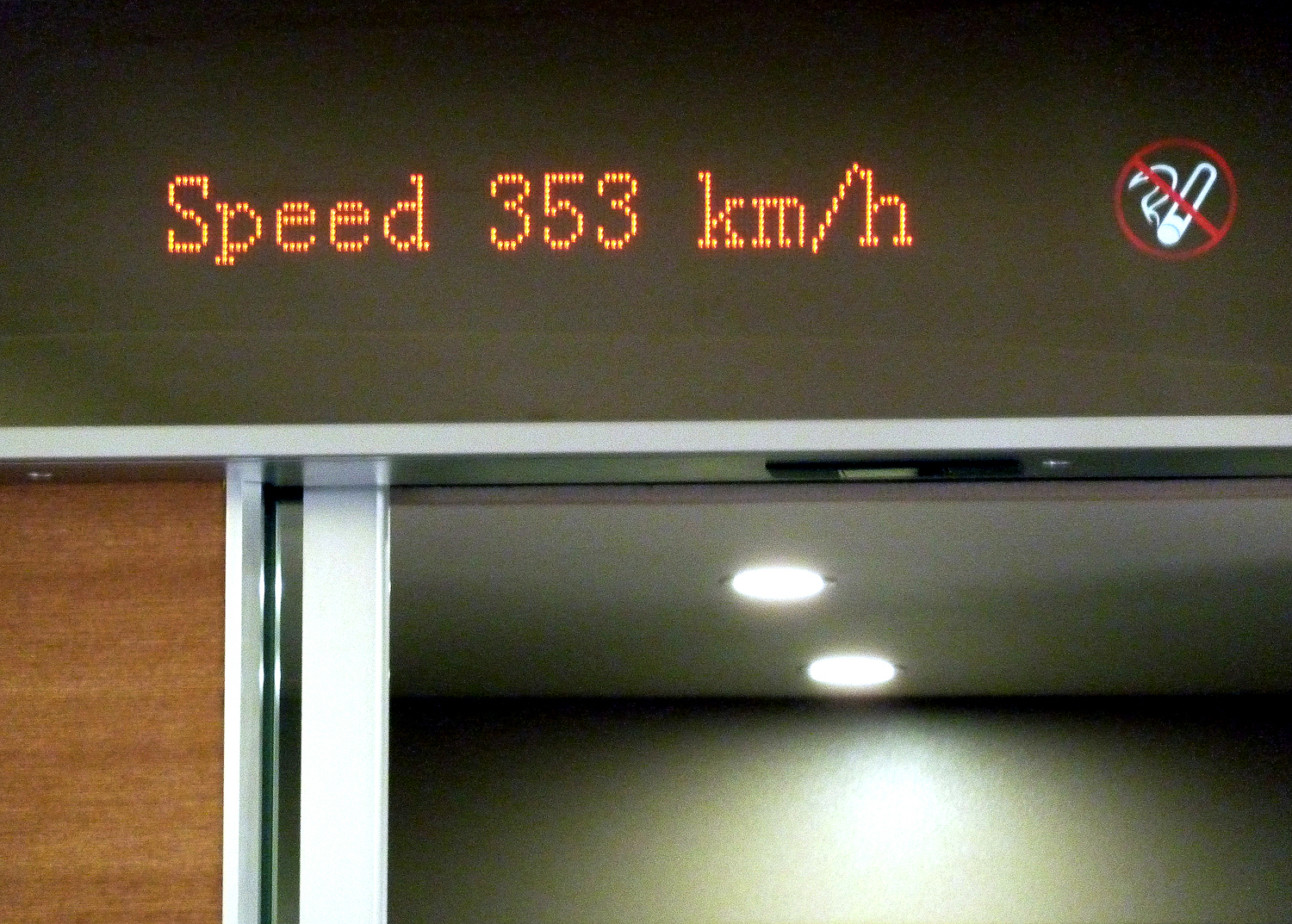
CRH380A型动车组的显示屏，显示当前速度
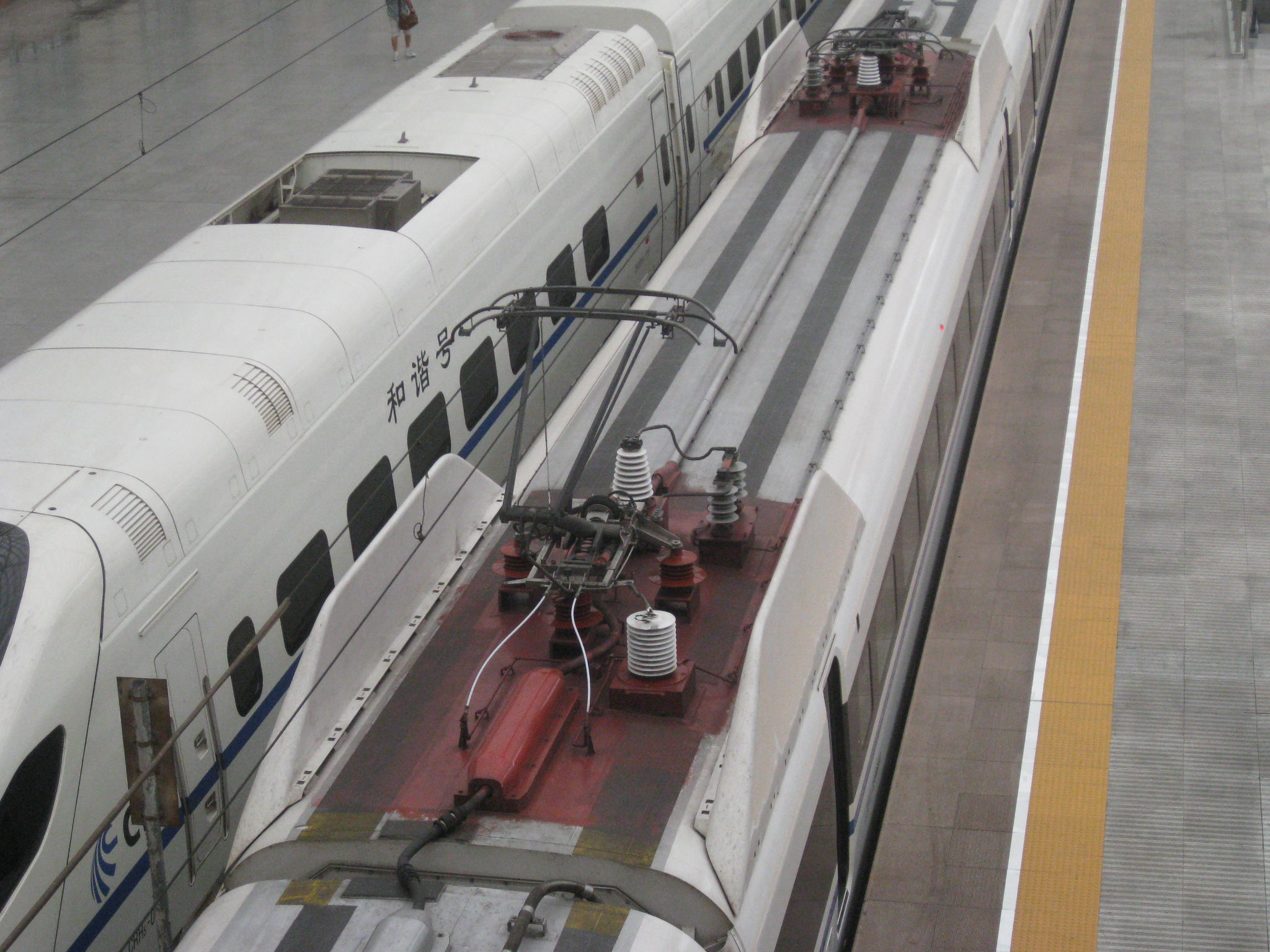
CRH380型动车组受电弓车车顶设施及受电弓

## 车内布置
列车内部的旅客空间“航空化”，座位号除了数字外还增加了英文字母。二等座每列设有“3+2”方式排列五个座位，以“A、B、C、D、F”代表；一等座每列设有“2+2”方式排列四个座位，以“A、C、D、F”代表。无论是一等车厢还是二等车厢，带字母“A”和“F”的座位靠窗，带字母“C”和“D”代表贴近中间走道。以二等车厢第四排的座椅为例，座号“4A”、“4F”靠窗，“4C”、“4D”临过道，4B为4A、4C中间一个座位。旅客在车站窗口、代售点购票时，可自行决定靠窗、靠过道与否。
与CRH3型动车组一样，CRH380A型动车组的驾驶室后面也有一个VIP包间，称为观光区。头车和尾车各设一个观光区，每个内设6个座椅（商务座则为5个，其中仅靠近驾驶室的2个座椅为商务座，后3个为不可调校座椅靠背倾角但按一等座售票的固定式座椅，俗称“秘书座”），观光区的座椅亦有扬声器按钮，可通过这个按钮控制车内广播音量。CRH380A型电力动车组发车后的报站铃声和CRH2相同，采用的是与日本东武铁道东上线常盘台站、和光市站、成增站、朝霞站、朝霞台站、志木站、富士见野站、川越站等车站相同的发车提示音，且该铃声锁死，各路局无法自行更改（故部分路局CRH380A的发车后广播会出现两种提示音，如太原局）。同样使用这段提示音的还有北京地铁4号线及北京地铁16号线各站的站厅广播。
非统型CRH380A型动车的一等车厢还设置了包间，每个内设6个座位和一张大办公桌，装设有自动门，形成一个封闭的会议室，可用于进行商务洽谈。CRH380AL一期车原本亦在头尾车的一等座设置包厢，但后期这些包厢被改为一般开放式一等座区域，因此1号车厢第5排和16号车厢第4排的一等座旁没有车窗。
- CRH380AL商务座车
- 非统型CRH380A观光区特等座
- 非统型CRH380A特有的一等座包间
- 首批CRH380AL头车商务座（原观光区）
- CRH380AL头车观光区的固定式一等座
- 首批CRH380AL头车一等座区域
- CRH380AL餐车
- CRH380AL餐车吧台
- 非统型CRH380A餐车，仅设有4排廂座
- CRH380A的二等座车厢
- 统型CRH380A的二等座座位下设有电源插座
- 统型CRH380A头车商务座
- 港鐵CRH380A型动车的二等座車廂（3+2座位）
- 港鐵CRH380A型动车的一等座車廂（2+2座位）
- 港鐵CRH380A型动车的一等座車廂（2+1座位）
- 敞开式洗漱间
- CRH380AL头车卫生间
- 内藏式自动门

## 车辆配属概况
至2017年11月，总共已有447组CRH380A系列动车组出厂，其中六辆为高速综合检测列车，六辆列车中，一辆为更高速度实验列车。
| 配属                       | 数量 | 动车组编号 | 运用所         | 备注                                                                            |
| -------------------------- | ---- | --- | -------------- | ------------------------------------------------------------------------------- |
| CRH380A                    |      | |                |                                                                                 |
| 太原局集团                 | 42   | 2641、2642、2648、2654、2663、2664、2668、2669、2674～2679、2681、2689、2690、2721、2782、2798、2800、2814、2841、2845～2848、2861、2867、2879、2904、2908、2921～2925、2931～2935                                                                                     | 太原           |                                                                                 |
| 广州局集团                 | 1    | 2796 | 广州南         | 博鰲亞洲論壇專用車，3號車廂為定員21席商務座車。                                 |
| 南昌局集团                 | 63   | 2501、2502、2504、2509、2513、2518、2520、2521、2523～2527、2529、2531、2535、2539、2540、2691、2693、2697～2700、2703、2707、2708、2710、2712、2713、2717、2726～2731、2737、2741、2744、2745、2750、2754、2755、2761、2802、2803、2825、2849、2855、2857、2865、2866 | 南昌西         | 2691及以後爲統型車                                                              |
| 南昌局集团                 | 18   | 2659、2683、2684、2692、2701、2702、2704、2711、2742、2743、2751～2753、2760、2839、2840、2843、2844 | 南昌東         |                                                                                 |
| 南昌局集团                 | 20   | 2658、2694、2709、2784、2787、2790、2791、2794、2795、2804、2806、2807、2815～2817、2887、2890、2891、2893、2895 | 福州南         |                                                                                 |
| 南昌局集团                 | 19   | 2714、2716、2785、2786、2788、2789、2792、2793、2805、2819、2824、2833、2834、2850、2856、2858、2886、2892、2894 | 厦门北         |                                                                                 |
| 武汉局集团                 | 10   | 2643、2646、2652、2655、2723、2747、2859、2860、2888、2900 | 襄陽           |                                                                                 |
| 郑州局集团                 | 8    | 2673、2809、2810、2862～2864、2876、2877 | 郑州南         |                                                                                 |
| 南宁局集团                 | 40   | 2649、2650、2653、2656、2657、2662、2670、2671、2685～2688、2695、2696、2706、2715、2718、2719、2724、2725、2732、2734～2736、2738～2740、2766、2767、2797、2799、2826、2827、2832、2851、2852、2874、2878、2881、2906                                                 | 南宁屯里       |                                                                                 |
| 成都局集团                 | 23   | 2645、2660、2665、2666、2680、2720、2733、2748、2749、2763～2765、2769～2771、2773、2777、2779、2820、2823、2853、2854、2883 | 成都东         |                                                                                 |
| 成都局集团                 | 14   | 2672、2756、2758、2759、2762、2772、2774、2776、2778、2801、2812、2821、2837、2838 | 贵阳北         |                                                                                 |
| 成都局集团                 | 18   | 2647、2667、2757、2768、2775、2780、2781、2783、2811、2813、2822、2829～2831、2835、2836、2842、2907 | 重庆北         |                                                                                 |
| 昆明局集团                 | 53   | 2503、2505～2508、2510～2512、2514～2517、2519、2522、2528、2530、2532～2534、2536～2538、2644、2651、2661、2682、2705、2722、2746、2868～2873、2875、2880、2882、2884、2885、2889、2896～2899、2901～2903、2905、2909～2912                                           | 昆明南         | 2644及以後爲統型車。                                                            |
| CRH380A（動感號）          |      | |                |                                                                                 |
| 香港鐵路有限公司           | 9    | 0251～0259 | 石崗列車停放處 | 由九廣鐵路公司擁有並租予港鐵公司營運和維護。                                    |
| CRH380AL                   |      | |                |                                                                                 |
| 北京局集团                 | 12   | 2543、2547、2551、2554、2556、2561、2562、2564、2567～2570 | 石家庄         |                                                                                 |
| 武汉局集团                 | 23   | 2573、2575、2577、2578、2580、2582～2587、2605、2613、2614、2621～2625、2632、2634～2636 | 武汉           |                                                                                 |
| 武汉局集团                 | 10   | 2576、2579、2581、2588、2611、2627~2631 | 襄陽           |                                                                                 |
| 西安局集团                 | 20   | 2571、2572、2574、2589～2593、2596～2601、2603、2609、2626、2633、2637、2638 | 西安北         |                                                                                 |
| 郑州局集团                 | 12   | 2594、2595、2602、2604、2606～2608、2610、2612、2617、2619、2620 | 郑州南         |                                                                                 |
| 广州局集团                 | 13   | 2615、2616、2618、2639、2640、2913、2914、2920、2926～2930 | 广州南         |                                                                                 |
| 南昌局集团                 | 10   | 2541、2542、2544～2546、2549、2550、2553、2555、2563 | 厦门北         |                                                                                 |
| 南昌局集团                 | 8    | 2548、2552、2557～2560、2565、2566 | 福州南         |                                                                                 |
| 成都局集团                 | 5    | 2915～2919 | 天府           |                                                                                 |
| CRH380AN（原名：CRH-0206） |      | |                |                                                                                 |
| 成都局集团                 | 1    | 0206 | 成都东         | 永磁电机试验车                                                                  |
| CRH380AJ（原名：CIT400A）  |      | |                |                                                                                 |
| 中国铁路总公司             | 5    | 0201～0203、2808、2818 | 不適用         | 高速综合检测列车（车身颜色为橙黄色） 2808、2818两组曾为卧铺公务车，动拖比6M2T。 |
| CRH380AM（原名：CIT500）   |      | |                |                                                                                 |
| 中国铁路总公司             | 1    | 0204 | 不適用         | 曾为更高速度实验列车，现已改造为高速综合检测列车。                              |

## 列車編組
车厢型号

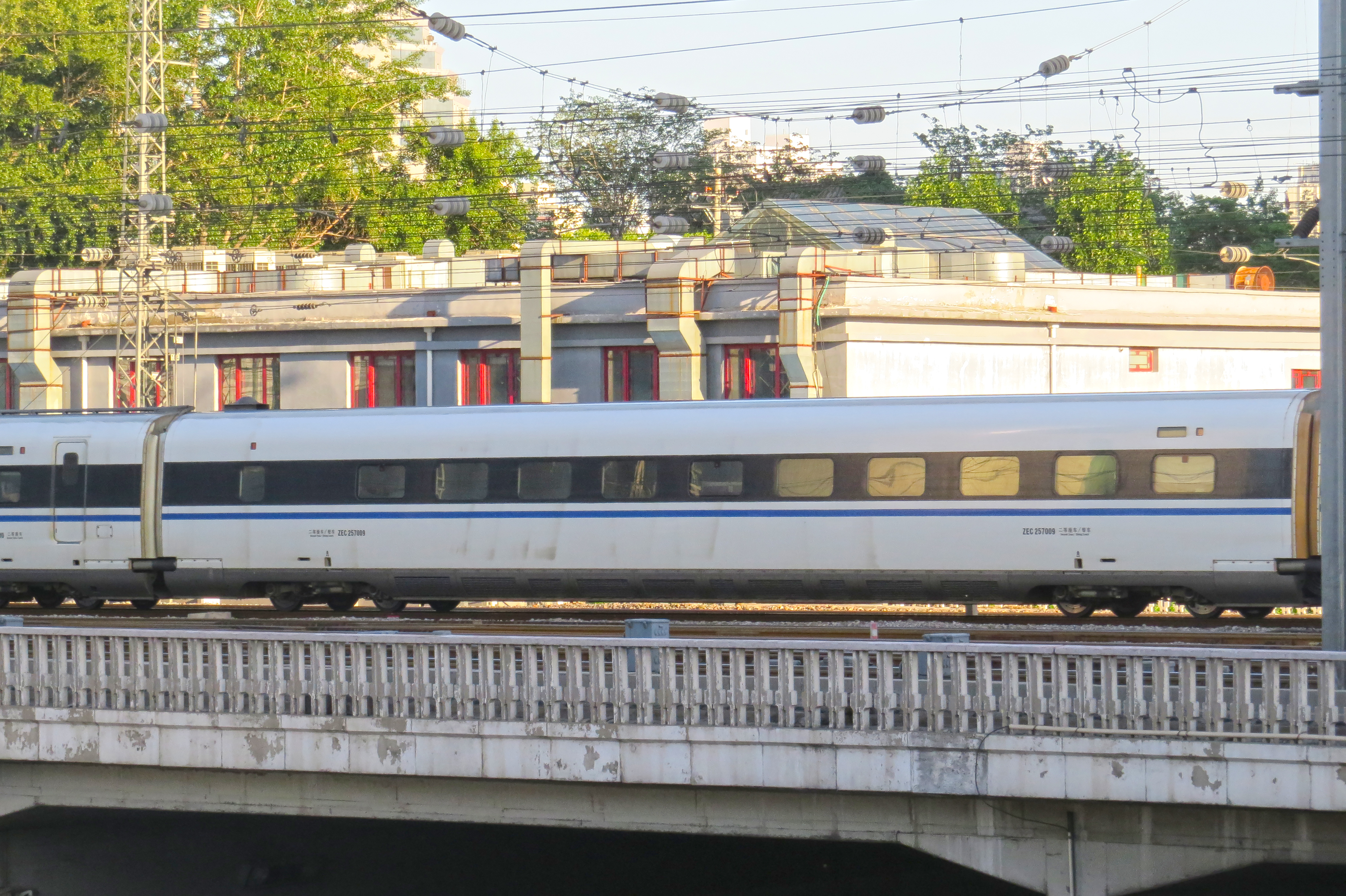
CRH380AL编有整节的餐车

- SW：商务座車（Business Class Coach）
- ZY：一等座車（First Class Coach）
- ZE：二等座車（Second Class Coach）
- CA：餐车（Dining Car）
- ZEC：二等座車／餐車（Second Class Coach／Dining Car）
- ZYT：一等座車／特等座車（First Class Coach/Premier Class Coach）
- ZYS：一等座車／商务座車（First Class／Business Coach）
- ZET：二等座車／特等座車（Second Class Coach/Premier Class Coach）
- ZES：二等座車／商务座車（Second Class／Business Coach）

拉丁字母意思
- Z：Zuo（拼音），座，座车
- Y：Yi（拼音），一，一等
- E：Er（拼音），二，二等
- C／CA：Can（拼音），餐，餐车
- G：Guan（拼音），觀，觀光
- S／SW：Shang（拼音），商，商务
- T：Te（拼音），特，特等

### CRH380A
| 车厢号                           | 1                                     | 2         | 3               | 4                                                    | 5                                         | 6                                         | 7         | 8                                     |
| 车型（CRH380A-2501～2540）       | 二等座车／特等座                      | 二等座车  | 一等座车/特等座 | 一等座车                                             | 二等座車／餐車                            | 二等座车                                  | 二等座车  | 二等座车／特等座                      |
| 车型（CRH380A-2796）             | 一等座车／商務車                      | 二等座车  | 商務车          | 二等座车                                             | 二等座車／餐車                            | 二等座车                                  | 二等座车  | 一等座车／商務車                      |
| 车型（其他CRH380A/CRH380AN）     | 一等座车／商務車                      | 二等座车  | 二等座车        | 二等座车                                             | 二等座車／餐車                            | 二等座车                                  | 二等座车  | 二等座车／商務車                      |
| 车辆编号（CRH380A-2501～2540）   | CRH380A-2xxx ZET 2xxx01               | ZE 2xxx02 | ZYT 2xxx03      | ZY 2xxx04                                            | ZEC 2xxx05                                | ZE 2xxx06                                 | ZE 2xxx07 | CRH380A-2xxx ZET 2xxx00               |
| 车辆编号（CRH380A-2796）         | CRH380A-2796 ZYS 279601               | ZE 279602 | SW 279603       | ZE 279604                                            | ZEC 279605                                | ZE 279606                                 | ZE 279607 | CRH380A-2796 ZYS 279600               |
| 车辆编号（其他CRH380A/CRH380AN） | CRH380A-2xxx/CRH380AN-02xx ZYS xxxx01 | ZE xxxx02 | ZE xxxx03       | ZE xxxx04                                            | ZEC xxxx05                                | ZE xxxx06                                 | ZE xxxx07 | CRH380A-2xxx/CRH380AN-02xx ZES xxxx00 |
| 动力配置                         | 拖车 带驾驶室（Tc）                   | 动车（M） | 动车（M）       | 动车，带受电弓（Mp）/ CRH380AN：拖车，带受电弓（Tp） | 动车（M）/ CRH380AN：拖车，带受电弓（Tp） | 动车，带受电弓（Mp）/ CRH380AN：动车（M） | 动车（M） | 拖车 带驾驶室（Tc）                   |
| 定員（CRH380A-2501～2540）       | 6+40                                  | 85        | 38+6            | 51                                                   | 38+14                                     | 85                                        | 85        | 6+40                                  |
| 定員（CRH380A-2796）             | 5+28                                  | 85        | 21              | 75                                                   | 63                                        | 85                                        | 85        | 5+28                                  |
| 定員（其他CRH380A/CRH380AN）     | 5+28                                  | 85        | 85              | 75                                                   | 63                                        | 85                                        | 85        | 5+40                                  |
| 动力单元                         | 单元1                                 | 单元1     | 单元1           | 单元1                                                | 单元2                                     | 单元2                                     | 单元2     | 单元2                                 |

- 列车编号（0206、2501～2540、2641～2827、2829～2912、2921～2925）（2828为公务车CRH2A-2828所使用）

- 2796為博鰲亞洲論壇專用列車，會不定期執行管內臨客列車，3號車廂改為商務座車，8號車廂改為一等座/商務座車，總定員470名（商務座21名、一等座56名、二等座393名）

### CRH380AL
| 车厢号                          | 1                        | 2         | 3         | 4         | 5                                  | 6         | 7         | 8         | 9          | 10        | 11        | 12        | 13                                 | 14        | 15        | 16                       |
| 车型（CRH380AL-2541～2570）     | 一等座车／觀光車         | 一等座车  | 商务车    | 一等座车  | 二等座车                           | 二等座车  | 二等座车  | 二等座车  | 餐車       | 二等座车  | 二等座车  | 二等座车  | 二等座车                           | 二等座车  | 二等座车  | 一等座车／觀光車         |
| 车型（其他CRH380AL）            | 观光车／商务車           | 一等座车  | 一等座车  | 二等座车  | 二等座车                           | 二等座车  | 二等座车  | 二等座车  | 餐車       | 二等座车  | 二等座车  | 二等座车  | 二等座车                           | 二等座车  | 二等座车  | 观光车／商务車           |
| 车辆编号（CRH380AL-2541～2570） | CRH380AL-2xxx ZYS 2xxx01 | ZY 2xxx02 | SW 2xxx03 | ZY 2xxx04 | ZE 2xxx05                          | ZE 2xxx06 | ZE 2xxx07 | ZE 2xxx08 | ZEC 2xxx09 | ZE 2xxx10 | ZE 2xxx11 | ZE 2xxx12 | ZE 2xxx13                          | ZE 2xxx14 | ZE 2xxx15 | CRH380AL-2xxx ZYS 2xxx00 |
| 车辆编号（其他CRH380AL）        | CRH380AL-2xxx SW 2xxx01  | ZY 2xxx02 | ZY 2xxx03 | ZE 2xxx04 | ZE 2xxx05                          | ZE 2xxx06 | ZE 2xxx07 | ZE 2xxx08 | ZEC 2xxx09 | ZE 2xxx10 | ZE 2xxx11 | ZE 2xxx12 | ZE 2xxx13                          | ZE 2xxx14 | ZE 2xxx15 | CRH380AL-2xxx SW 2xxx00  |
| 定员（CRH380AL-2541～2570）     | 25+2                     | 56        | 24        | 56        | 73                                 | 85        | 85        | 85        | 38         | 85        | 85        | 85        | 85                                 | 85        | 85        | 25+2                     |
| 定员（其他CRH380AL）            | 10+3                     | 56        | 56        | 85        | 73                                 | 85        | 85        | 85        | 38         | 85        | 85        | 85        | 85                                 | 85        | 85        | 10+3                     |
| 动力配置                        | 拖车，带驾驶室（Tc）     | 动车（M） | 动车（M） | 动车（M） | 动车，带受电弓，车厢两端均有（Mp） | 动车（M） | 动车（M） | 动车（M） | 动车（M）  | 动车（M） | 动车（M） | 动车（M） | 动车，带受电弓，车厢两端均有（Mp） | 动车（M） | 动车（M） | 拖车，带驾驶室（Tc）     |
| 动力单元                        | 单元1                    | 单元1     | 单元1     | 单元2     | 单元2                              | 单元3     | 单元3     | 单元4     | 单元4      | 单元5     | 单元5     | 单元6     | 单元6                              | 单元7     | 单元7     | 单元7                    |

- 列车编号（2541～2640、2913～2920、2926～2930）车辆分为两种：CRH380AL-2541至CRH380AL-2570为一种，3号车厢为商务座车SW。其他CRH380AL为另一种，原4车一等改为3车，增加一节二等座车为新4车，原1车和16号车的后部一等改为了商务车厢，2541～2570在新製造時於1車和16車設有一間VIP包廂，定員24名（商務觀光座5名+VIP包廂4名+一等座10名），2車設有2間一等座包廂和一間商務座包廂，定員38名（一等座22名+一等座包廂12名+商務座包廂4名），後分別改為一等座車/觀光車（定員25+2名）及一等座車（定員56名）。

## 技術参数
| 车型                 | CRH380A                                                                      | CRH380AL                                                                     | CRH380AN（永磁电机实验车）                                      |
| -------------------- | ---------------------------------------------------------------------------- | ---------------------------------------------------------------------------- | --------------------------------------------------------------- |
| 動力配置             | 6M2T                                                                         | 14M2T                                                                        | 4M4T                                                            |
| 車廂類型             | 一等座車、二等座車、二等座車／餐車、二等座车／觀光車                         | 一等座車、二等座車、餐車、商务车、一等座车／觀光車                           | 一等座車/商务车、二等座車、二等座车/餐车                        |
| 客室佈置             | 一等座：2+2 二等座：2+3                                                      | 一等座：2+2 二等座：2+3                                                      | 一等座：2+2 二等座：2+3                                         |
| 持续運營速度（km/h） | 350                                                                          | 350                                                                          | 350                                                             |
| 最高運營速度（km/h） | 380                                                                          | 380                                                                          | 380                                                             |
| 试验速度（km/h）     | ≥400                                                                         | ≥400                                                                         | ≥400                                                            |
| 最高试验速度（km/h） | 416.6                                                                        | 486.1                                                                        | 未知                                                            |
| 適應轨距（毫米）     | 1435                                                                         | 1435                                                                         | 1435                                                            |
| 適應站臺高度（毫米） | 1200                                                                         | 1200                                                                         | 1200                                                            |
| 車體材質             | 南车青岛四方机车 SFE11M1/SFE11M3/SFE11M5/SFE11T1 铝合金空心型材              | 南车青岛四方机车 SFE11M1/SFE11M3/SFE11M5/SFE11T1 铝合金空心型材              | 南车青岛四方机车 SFE11M1/SFE11M3/SFE11M5/SFE11T1 铝合金空心型材 |
| 氣密性               | 车内压力从4kPa降到1kPa时间大于180秒                                          | 车内压力从4kPa降到1kPa时间大于180秒                                          | 车内压力从4kPa降到1kPa时间大于180秒                             |
| 傳動方式             | 交—直—交                                                                     | 交—直—交                                                                     | 交—直—交                                                        |
| 頭車長度（毫米）     | 26,500                                                                       | 26,500                                                                       | 26,500                                                          |
| 中間車長度（毫米）   | 25,000                                                                       | 25,000                                                                       | 25,000                                                          |
| 車輛寬度（毫米）     | 3380                                                                         | 3380                                                                         | 3380                                                            |
| 車輛高度（毫米）     | 3700                                                                         | 3700                                                                         | 3700                                                            |
| 轉向架               | 南车青岛四方机车 SWMB-400/SWTB-400 H型無搖枕、转臂式轴箱定位、空氣彈簧轉向架 | 南车青岛四方机车 SWMB-400/SWTB-400 H型無搖枕、转臂式轴箱定位、空氣彈簧轉向架 | 未知                                                            |
| 轉向架一系懸掛       | 轉臂式定位+液压减振器                                                        | 轉臂式定位+液压减振器                                                        | 轉臂式定位+液压减振器                                           |
| 轉向架二系懸掛       | 空氣彈簧+橡膠堆                                                              | 空氣彈簧+橡膠堆                                                              | 空氣彈簧+橡膠堆                                                 |
| 軸重（吨）           | ≤15                                                                          | ≤15                                                                          | 16                                                              |
| 固定轴距（毫米）     | 2500                                                                         | 2500                                                                         | 2600                                                            |
| 牽引變流器           | IPM 水冷 VVVF                                                                | IPM 水冷 VVVF                                                                | IPM 水冷 VVVF                                                   |
| 牽引變流器           | 南车时代 TGA10A 或：日立 CII-HHR1420C                                        | 南车时代 TGA10A（或：TGA10B）                                                | 南车时代 TGA28                                                  |
| 牽引电动机           | 南车株洲电机製 YQ-365 系列 400 kW                                            | 南车株洲电机製 YQ-365 系列 或：永济电机製 YJ-92B 385 kW                      | 中車株洲電機製 TQ-600 600 kW                                    |
| 牵引功率CRH380A：    | 輪周功率 8760 kW、電機總功率 9600 kW                                         | 輪周功率 20440 kW、電機總功率 21560 kW                                       | 輪周功率 9600 kW、電機總功率 10000 kW                           |
| 受流電壓             | AC25kV，50Hz                                                                 | AC25kV，50Hz                                                                 | AC25kV，50Hz                                                    |
| 制動方式             | 再生制动+直通式电空制动                                                      | 再生制动+直通式电空制动                                                      | 再生制动+直通式电空制动                                         |
| 緊急制動距離（米）   |                                                                              | ≤6500（制動初速350km/h） ≤8500（制動初速380km/h）                            |                                                                 |
| 车钩及缓冲装置       | 南车戚墅堰机车 新一代中间车钩QYSD32010000 分体式缓冲装置                     | 南车戚墅堰机车 新一代中间车钩QYSD32010000 分体式缓冲装置                     | 南车戚墅堰机车 新一代中间车钩QYSD32010000 分体式缓冲装置        |
| 輔助供電制式         | 三相AC100V、AC220V、AC400V，50Hz；DC100V                                     | 三相AC100V、AC220V、AC400V，50Hz；DC100V                                     | 三相AC100V、AC220V、AC400V，50Hz；DC100V                        |

## 参看
- 中国动车组列表
- 和谐号CRH2型电力动车组
- 复兴号CR400AF型电力动车组
- 港鐵動感號高速電動列車
- 新幹線E954型電力動車組
- 轨道车辆速度纪录